# Armstrong Whitworth F.K.8
L'Armstrong Whitworth F.K.8 est un avion biplan biplace de reconnaissance et de bombardement britannique de la Première Guerre mondiale.

## Développement
Dessiné par Frederick Koolhoven pour replacer les Armstrong Whitworth F.K.3 et Royal Aircraft Factory B.E.2c, le F.K.8 se présentait comme un robuste biplan à ailes égales décalées et structure métallique entoilée destiné à la reconnaissance et au bombardement léger. Le F.K.8 était également équipé d’une double commande, dispositif devant permettre à l’observateur de piloter l’appareil dans le cas où le pilote serait blessé ou tué par l’ennemi. 
Le prototype prit l’air en mai 1916 avant de rejoindre la Central Flying School d’Upavon, chargée des évaluations. Plus facile à piloter et plus robuste que son rival, le Royal Aircraft Factory R.E.8, cet appareil affichait des performances très modestes, ce qui n’empêcha pas la commande de 1 650 exemplaires. En cours de production l’appareil subit quelques modifications destinés à en améliorer les performances : adoption d’un train d’atterrissage plus fin, remplacement des volumineux radiateurs par des éléments plus aérodynamiques, moteur RAF 4a de 150 ch…
Le F.K.13 est un biplace de bombardement et de reconnaissance développé en 1917 à partir du F.K.8, qui ne dépassa pas le stade prototype.

## En service
Les premiers F.K.3 arrivèrent sur le Front français en janvier 1917 avec le No 35 Sqdn, le F.K.3 étant également utilisé en France par les No 2, 8, 10, 17 et 82 Sqdn du RFC. Moins connu que le R.E.8, qu’il devait côtoyer jusqu’à la fin de la guerre, il était très apprécié des équipages  qui le surnommèrent Big Ack. C’était en effet une machine stable pour assurer les missions de réglage d’artillerie ou de bombardement de jour comme de nuit, mais aussi et surtout capable de faire face aux chasseurs ennemis. Le 27 mars 1918 le 2d Lt Alan A. McLeod, pilote canadien du no 2 Sqdn (RFC) et son observateur le Lt A.W. Hammonds parvinrent à repousser des chasseurs ennemis mais leur avion prit feu. Bien que blessé, McLeod parvint à poser son appareil entre les lignes et à extirper son observateur, lui-même blessé, de l’avion. Un exploit qui valut à McLeod la très convoitée Victoria Cross.  
Utilisé essentiellement pour la reconnaissance, mais aussi pour le bombardement léger, le F.K.3 servit également en Macédoine et Palestine, ou au sein de la Home Defense, équipant encore les No 31, 39, 47, 50, 55, 98, 142, 143 et 150 Sqdn.
Comme le R.E.8, le F.K.8 aurait dû être remplacé par une version de reconnaissance du Bristol Fighter à moteur Sunbeam Arab. Mais ce moteur ne fut jamais au point et on trouvait encore 694 exemplaires en compte dans la RAF à l’armistice. Ces appareils devaient très rapidement disparaître des effectifs, la dernière unité (No 150 Sqdn) étant dissoute à Kirec, en Grèce, le 18 septembre 1919.
On retrouve 8 F.K.8 sur les registres civils de l’Entre-deux guerres, dont 2 exemplaires utilisés en Australie par Queensland and Northern Territory Aerial Services, qui deviendra plus tard Qantas.

## Production
702 exemplaires commandés à Armstrong Whitworth (Gosforth) et 950 à Angus Sanderson & Co (Newcastle upon Tyne) 